# Honda Ye GT

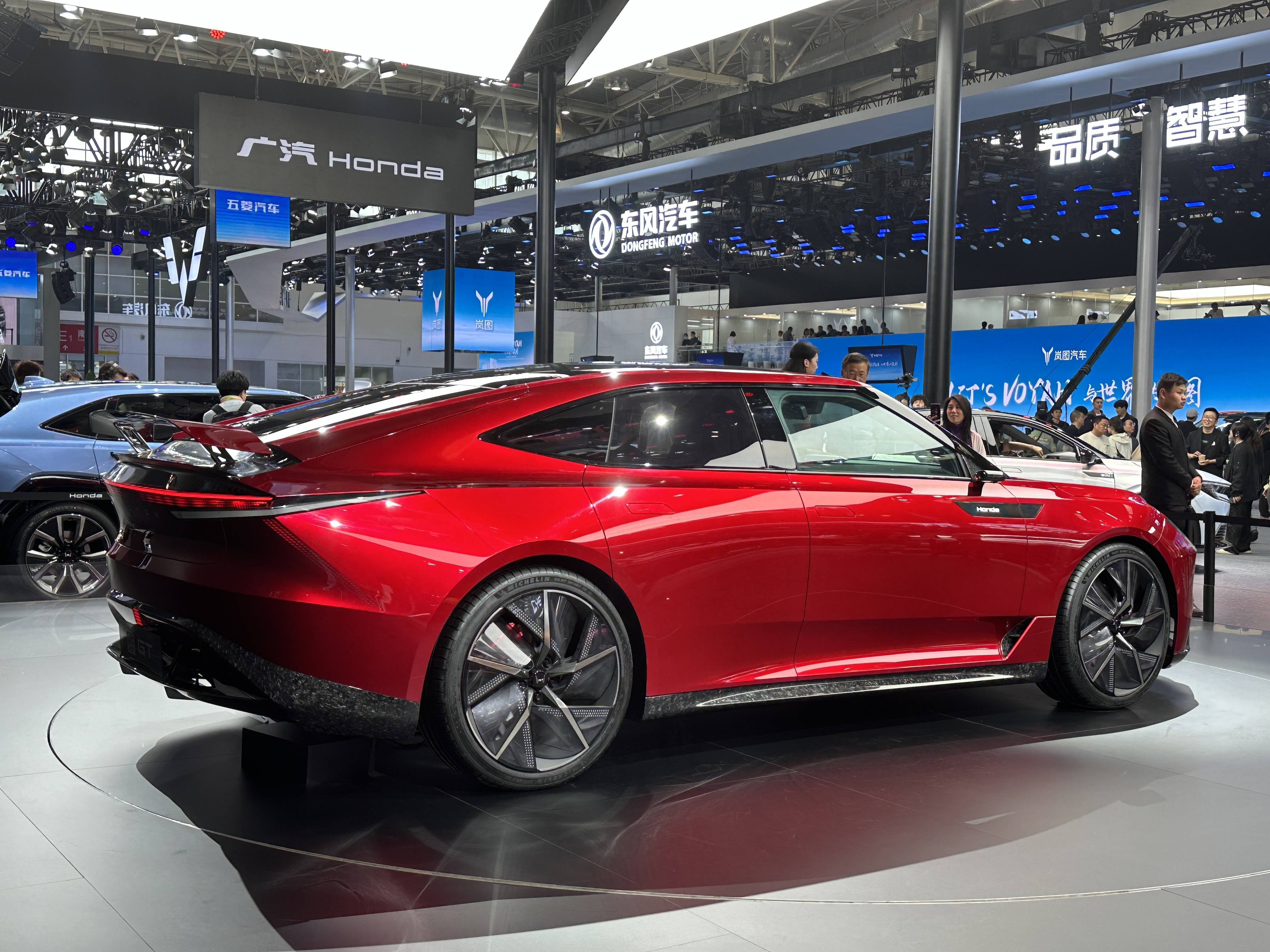
Вид сзади

Honda Ye GT — концепт-кар, представленный японской компанией Honda в 2024 году. Производство намечено на 2025 год.

## Описание
Впервые Honda Ye GT был представлен в апреле 2024 года на выставке Auto China. После Ye P7, это второй электромобиль Honda. Он имеет боковые двери без оконных рам и выдвижной задний спойлер.
Сборка и продажи Ye GT ожидаются в Китае. Возможны поставки и в другие страны.